# Geschiedenis van Wales

Vlag van Wales

De Romeinen gaven aan het huidige Wales de naam Cambria, en bouwden een groot aantal forten in het zuiden van het land, tot Carmarthen in het westen.
Er is bewijs dat de Romeinen verder westwaarts trokken en van daaruit naar Ierland overstaken. Zij bouwden ook het amfitheater in Caerleon, het best bewaarde in Groot-Brittannië. De Romeinen waren ook druk in het noorden van het land, en volgens de Mabinogion zou Magnus Maximus, een van de laatste keizers van het rijk, getrouwd zijn met een Elen (of Helen), de dochter van een Welsh stamhoofd nabij het huidige Caernarfon.
Mogelijk dat het bergachtige terrein met grote hoeveelheden regen de oorzaak is dat Wales nooit door de Angelsaksen is ingenomen, maar dat is niet zeker. Een van de Saksische koningen, Offa van Mercia, wordt gezien als degene die een grote aarden wal (of dijk) liet bouwen langs de grens met zijn koninkrijk om de Welsh buiten te houden. Delen van Offa's Dyke kunnen tot op vandaag worden bekeken.
Toen in 1066 Engeland door de Normandische hertog Willem de Veroveraar werd binnengevallen, was Wales nog geheel zelfstandig en deed af en toe zelfs succesvolle uitvallen op Engels grondgebied. De nieuwe Normandische heersers over Engeland waren op den duur, ondanks een aantal tegenslagen, succesvoller tegen Wales dan hun Angelsaksische voorgangers. Het veroveringsproces werd voltooid in 1282, toen koning Eduard I van Engeland Llywelyn de Laatste versloeg. De Normandiërs bouwden net als in Engeland stenen kastelen om de plaatselijke bevolking in bedwang te kunnen houden. De bekendste staan (nog steeds) in Caernarfon, Conwy en Harlech. De laatste gewapende anti-Engelse opstand vond plaats tussen ongeveer 1400 en 1412 onder leiding van Owain Glyndŵr, de laatste Prins van Wales die inderdaad uit Wales afkomstig was.
Tot in de 19e eeuw sprak de overweldigende meerderheid van de bevolking Welsh. In verband met de Industriële Revolutie nam de migratie vanuit Engeland sterk toe. Deze immigranten leerden zelden Welsh en het gebruik van het Welsh in het onderwijs werd zelfs ontmoedigd. Tegenwoordig spreekt nog ongeveer 20% van de bevolking Welsh. Zij spreken echter allen ook Engels, hoewel niet altijd even goed als hun moedertaal. In de tweede helft van de 20e eeuw was er weer een zekere opleving van de taal, mede dankzij de introductie van Welshtalige radio- en televisiezenders.
Geschiedenis van:
Albanië · Andorra · Azerbeidzjan · België (Vlaanderen, Wallonië) · Bosnië en Herzegovina · Bulgarije · Denemarken · Duitsland · Estland · Faeröer · Finland · Frankrijk (Bretagne, Corsica) · Georgië · Griekenland · Hongarije · Ierland · Italië (Sicilië) · Kosovo · Kroatië · Letland · Liechtenstein · Litouwen · Luxemburg · Malta · Moldavië · Monaco · Montenegro · Nederland · Noord-Macedonië · Noorwegen · Oekraïne · Oostenrijk · Polen · Portugal · Roemenië · Rusland (Tsjetsjenië) · San Marino · Servië · Slovenië · Slowakije · Spanje (Catalonië, Galicië) · Tsjechië · Turkije · Vaticaanstad · Verenigd Koninkrijk (Engeland, Schotland, Wales, Noord-Ierland) · Wit-Rusland · IJsland · Zweden · Zwitserland
Balkan · Britse Eilanden · Kaukasus · Lage Landen · Oost-Europa · Scandinavië